# Шавр
Шавр (фр. Chamvres) насеље је и општина у источном делу централне Француске у региону Бургоња, у департману Јон која припада префектури Осер.
По подацима из 2011. године у општини је живело 674 становника, а густина насељености је износила 120,79 становника/km². Општина се простире на површини од 5,58 km². Налази се на средњој надморској висини од 172 метара (максималној 191 m, а минималној 80 m).

## Демографија
| 1962. | 1968. | 1975. | 1982. | 1990. | 1999. | 2011. |
| ----- | ----- | ----- | ----- | ----- | ----- | ----- |
| 422   | 425   | 515   | 568   | 619   | 643   | 674   |

График промене броја становника у току последњих година